# Stawki (Węgorzewo)
Stawki (deutsch Stawken, 1938 bis 1945 Staken) ist ein Dorf in der polnischen Woiwodschaft Ermland-Masuren und gehört zur Stadt- und Landgemeinde Węgorzewo (Angerburg) im Powiat Węgorzewski (Kreis Angerburg).

## Geographische Lage
Stawki liegt im Nordosten der Woiwodschaft Ermland-Masuren, acht Kilometer westlich der Kreisstadt Węgorzewo (Angerburg).

## Geschichte
Das 1558 Paß genannte kleine Dorf bestand vor 1945 aus einem Gut sowie aus einem Waldhaus, das wenige hundert Meter südwestlich lag. Vor 1785 hieß der Ort Staffken, nach 1785 Stawcken, und bis 1938 Stawken.
Im Jahre 1874 wurde Stawken in den neu errichteten Amtsbezirk Steinort (polnisch Sztynort) eingegliedert, der zum Kreis Angerburg im Regierungsbezirk Gumbinnen der preußischen Provinz Ostpreußen gehörte. 155 Einwohner zählte der Gutsbezirk Stawken im Jahre 1910, bevor er sich am 17. Oktober 1928 mit dem Gutsbezirk Pristanien (polnisch Przystań) zur  neuen Landgemeinde Pristanien (1938 bis 1945 Paßdorf) zusammenschloss. Am 3. Juni (amtlich bestätigt am 16. Juli) des Jahres 1938 wurde Stawken in „Staken“ umbenannt.
In Kriegsfolge kam das Dorf 1945 mit dem südlichen Ostpreußen zu Polen und erhielt die polnische Namensform „Stawki“. Heute ist der Ort Sitz eines Schulzenamtes (polnisch Sołectwo), das für Mamerki (Mauerwald), Przystań und Stawki zuständig ist und zum Verbund der Stadt- und Landgemeinde Węgorzewo im Powiat Węgorzewski gehört, vor 1998 zur Woiwodschaft Suwałki, seither zur Woiwodschaft Ermland-Masuren zugeordnet.

## Kirche
Die überwiegend evangelische Bevölkerung Stawkens resp. Stakens war vor 1945 in die Kirche Engelstein (Węgielsztyn) in der Kirchenprovinz Ostpreußen der Kirche der Altpreußischen Union, die wenigen katholischen Einwohner in die Angerburger Kirche Zum Guten Hirten im Bistum Ermland eingepfarrt. Heute ist die einst evangelische Kirche in Węgielsztyn zu zuständige katholische Pfarrkirche innerhalb des Bistums Ełk (Lyck) der Römisch-katholischen Kirche in Polen, während die evangelischen Kirchenglieder zur Kirche in Węgorzewo gehören, einer Filialkirche der Pfarrei Giżycko (Lötzen) in der Diözese Masuren der Evangelisch-Augsburgischen Kirche in Polen.

## Verkehr
Stawki liegt verkehrsgünstig an der polnischen Woiwodschaftsstraße DW 650 an der Kreisgrenze zwischen dem Powiat Węgorzewski (Kreis Angerburg) und dem Powiat Kętrzyński (Kreis Rastenburg). Die nächste Bahnstation ist Przystań (Pristanien, 1938 bis 1945 Paßdorf) an der heute allerdings nicht mehr regulär betriebenen Bahnstrecke Kętrzyn–Węgorzewo (Rastenburg–Angerburg).